# Henk Wiskamp
Henk (Hendrikus Gerardus) Wiskamp (Nijmegen, 20 oktober 1916 – Nijmegen, 15 september 2002) is een Nederlands voormalig profvoetballer.
Hij begon zijn carrière als amateurvoetballer en verdiende de kost met het rondbrengen van brood op zijn bakkersfiets. De medeoprichter van amateurvoetbalclub RKVV Nijmeegse Boys was een zuiver linksbenige speler, die zowel op de linker- als op de rechterflank kon spelen.
Met N.E.C. behaalde Wiskamp in 1939, 1946 en 1947 het kampioenschap in de Eerste Klasse Oost. In januari 1955 verloor hij zijn basisplaats aan voormalig VVV-speler Heini Schreurs. Deze maakte echter weinig indruk, waarna Wiskamp al snel weer in de basis terugkeerde.
Op 39-jarige leeftijd beëindigde Wiskamp zijn betaaldvoetbalcarrière bij NEC. Hij speelde nooit in het Nederlands elftal, omdat hij als speler van het KNVB-Zwaluwenelftal ooit een te hoge reiskostendeclaratie zou hebben ingediend en tevens omdat hij nogal eens erg harde overtredingen maakte. Menig tegenspeler heeft per brancard het veld moeten verlaten.

## Carrièrestatistieken
| Seizoen         | Club            | Land            | Competitie                   | Competitie | Competitie | Beker | Beker | Internationaal | Internationaal | Overig | Overig | Totaal | Totaal |
| Seizoen         | Club            | Land            | Competitie                   | Wed.       | Dlp.       | Wed.  | Dlp.  | Wed.           | Dlp.           | Wed.   | Dlp.   | Wed.   | Dlp.   |
| --------------- | --------------- | --------------- | ---------------------------- | ---------- | ---------- | ----- | ----- | -------------- | -------------- | ------ | ------ | ------ | ------ |
| 1954/55         | N.E.C.          | Nederland       | Eerste klasse B (Afgebroken) | –          | 1          | –     | –     | –              | –              | 0      | 0      | –      | 1      |
| 1954/55         | N.E.C.          | Nederland       | Eerste klasse C              | –          | 2          | –     | –     | –              | –              | 0      | 0      | –      | 2      |
| 1955/56         | N.E.C.          | Nederland       | Eerste klasse A              | –          | 0          | –     | –     | –              | –              | 0      | 0      | –      | 0      |
| Carrière totaal | Carrière totaal | Carrière totaal | Carrière totaal              | –          | 3          | 0     | 0     | 0              | 0              | 0      | 0      | –      | –      |